# Cosmati

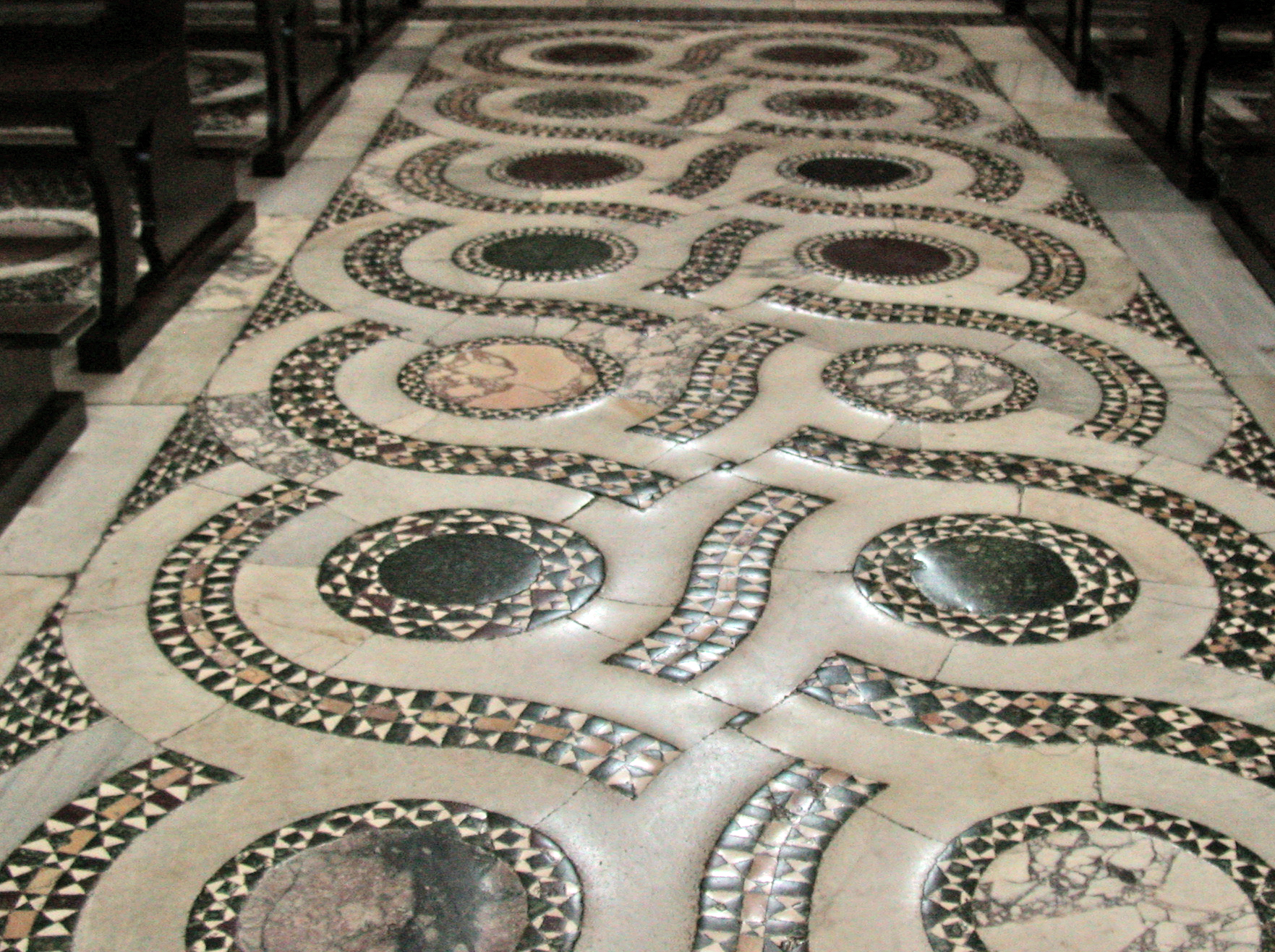
Pavimento in stile cosmatesco, con la caratteristica tarsia a guilloché, nel duomo di San Cesareo a Terracina

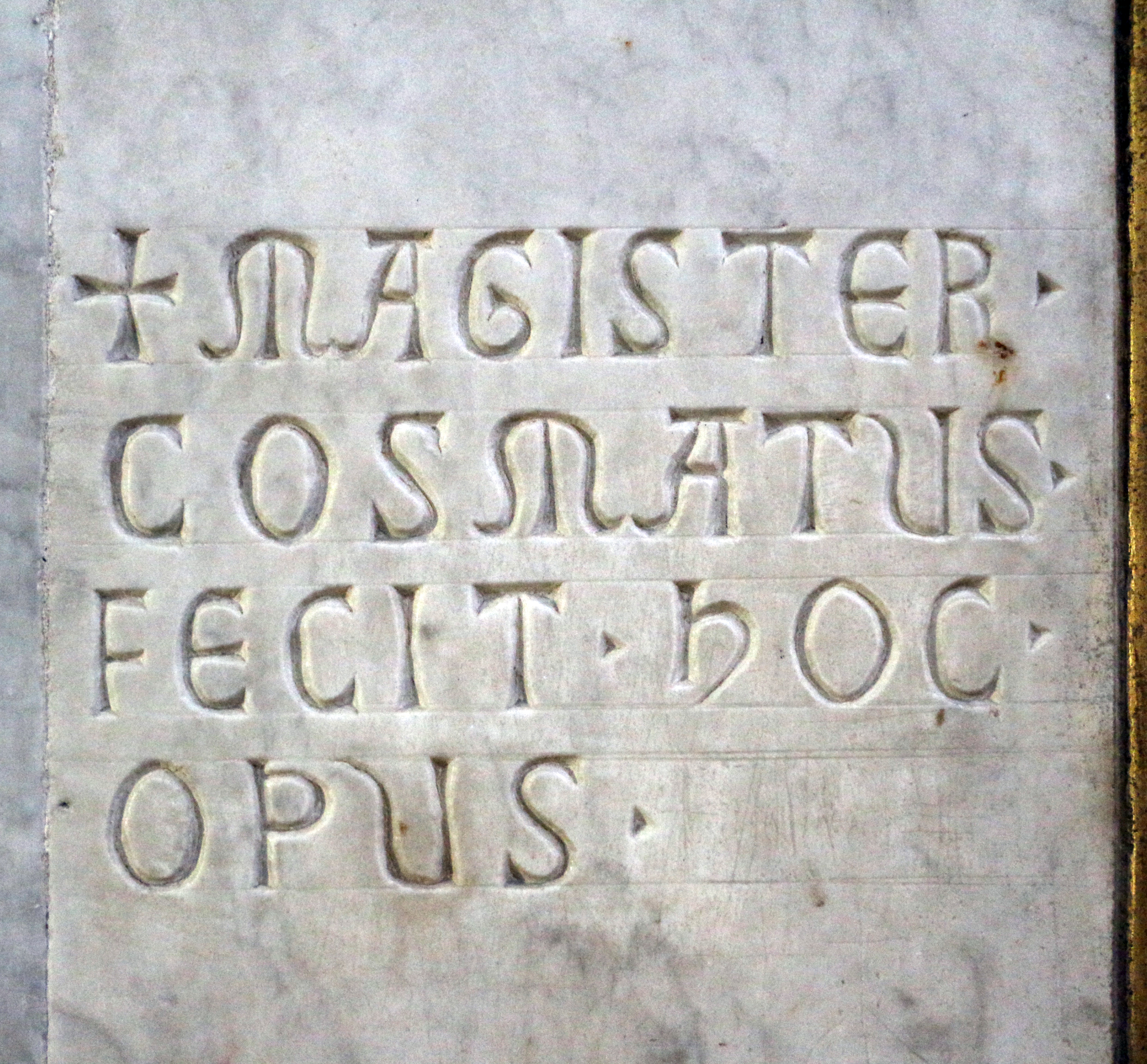
Roma, firma di un Magister Cosmatus nella Cappella del Sancta Sanctorum

I Cosmati erano marmorari romani che formarono varie botteghe, di cui si ricordano sette membri, appartenuti a quattro diverse generazioni vissute tra il XII e il XIII secolo, famosi per i loro lavori architettonici, per le sculture, ma soprattutto per i mosaici e le decorazioni realizzati prevalentemente in luoghi ecclesiastici.

## Storia
La famiglia di marmorari romani più importante, che ebbe il privilegio di ricevere le più grandi committenze da parte del papato, fu quella di Tebaldo Marmorario (1100-1150), e soprattutto il figlio Lorenzo di Tebaldo e i successori Iacopo di Lorenzo, Cosma e i figli di quest'ultimo Luca e Iacopo alter. A rigore, quindi, si dovrebbe parlare di opere cosmatesche solo relativamente a quelle realizzate da questa famiglia. La loro fama e maestria nel campo dei mosaici sono state tali che oggi si parla di "stile cosmatesco" per indicare lo stile e le tecniche utilizzate da questi maestri e dai loro imitatori.
Del capostipite Tebaldo Marmorario, vissuto a cavallo tra l'XI e il XII secolo, si hanno pochissimi riferimenti. Il figlio Lorenzo, detto appunto "di Tebaldo", è attestato in diversi lavori. Segue il figlio Iacopo "di Lorenzo" e il figlio di quest'ultimo Cosma "di Iacopo" o Cosma I; quest'ultimo, con i suoi due figli "carissimi" Luca e Iacopo II, o "alter" come spesso viene denominato dagli studiosi per distinguerlo dal nonno Iacopo I, sono gli ultimi della generazione della famiglia della bottega cosiddetta "di Lorenzo". I maggiori lavori cosmateschi conosciuti a Roma e nel Lazio, di cui molti firmati dagli stessi artisti, sono riferiti a Lorenzo, Iacopo, Cosma e ai figli Luca e Iacopo II.
Quasi tutti i pavimenti musivi delle basiliche e delle chiese di Roma dovrebbero essere stati realizzati nel periodo compreso tra il papato di Pasquale II (1099-1118) e quello di Onorio III, fino a circa il 1250, dalla bottega marmoraria di Tebaldo, Lorenzo, Iacopo e Cosma, i quali lasciarono scritte a grandi lettere le loro firme. Luca, figlio di Cosma I, è menzionato nel 1255 tra i membri della schola addestratorum mappulariorum et cubiculariorum, che era una carica insignita dal papa alla famiglia di questi marmorari, quindi certamente ereditata dai suoi avi, che dimostrava quanto essi godessero di una elevata condizione sociale grazie a un rapporto diretto e di grande prestigio con la curia pontificia.
A rigore, il termine "Cosmati" è una generalizzazione dovuta al fatto che nelle iscrizioni epigrafiche che i marmorari romani lasciarono nelle loro opere ricorreva spesso il nome di un certo "Cosma" (Cosmas, Cosmatus), da cui, dopo non poche difficoltà interpretative da parte degli studiosi tra la seconda metà del XIX e i primi decenni del XX secolo (Camillo Boito, Gregorovius, Gustavo Giovannoni, Giovambattista De Rossi, ecc.), si riuscì a determinare che tali nomi si riferivano a due artisti appartenenti a due famiglie parallele, ma indipendenti: Cosma di Jacopo di Lorenzo (attestato tra il 1210 e il 1231) e Cosma di Pietro Mellini (1264-1279).
Fu Camillo Boito, in un articolo dal titolo Architettura Cosmatesca pubblicato nel 1860, a "inventare" per la prima volta l'aggettivo "cosmatesca", da cui derivano gli altri sinonimi.
Il loro modello ornamentale, in base al quale decorarono chiostri, pavimenti, altari e amboni, si fondava sulla lavorazione di tasselli di pietre dure, di marmo, di pasta vitrea e di oro, collocati in modo da formare temi astratti. Il loro stile derivò in parte dall'arte bizantina e in parte dal gusto classico.
Di seguito sono indicati i nomi di questi artisti:
- Lorenzo di Tebaldo (lavori databili 1162-1190)
- Jacopo di Lorenzo (lavori databili 1185 e 1210)
- Cosma di Iacopo (1210-1231)
- Luca di Cosma (1234-1255)
- Jacopo alter o di Cosma (1231)

Dell'altra famiglia, originata da Cosma di Pietro Mellini, si ricordano i figli di Cosma:
- Deodato di Cosma (1290-1332)
- Giovanni di Cosma (1293 e 1299)

La più importante famiglia di marmorari romani, quindi, fu quella formata da Lorenzo, dal figlio Jacopo e dal nipote Cosma, con i figli Luca e Jacopo II, che si occuparono, tra gli altri lavori, della porta del Sacro Speco a Subiaco e del chiostro del monastero di Santa Scolastica e della facciata del duomo di Civita Castellana.
Esempi di lavori cosmateschi a Roma si possono vedere anche nelle seguenti chiese:
- Basilica di Santa Maria Maggiore
- Santa Maria in Cosmedin
- Basilica di San Clemente
- Chiesa di San Benedetto in Piscinula
- Basilica di San Crisogono
- Basilica di Santa Croce in Gerusalemme
- Basilica dei Santi Quattro Coronati
- Basilica di Santa Maria in Aracoeli

ad Anagni:
- Cattedrale
- Cripta di san Magno
- Museo - sezione Lapidario

a Subiaco:
- Sacro Speco
- Santa Scolastica (chiostro)

inoltre, a Tivoli:
- Santa Maria Maggiore
- San Pietro alla Carità.

nel Duomo di Civita Castellana
nel Duomo di Ferentino
a Tarquinia:
- Santa Maria in Castello